# Hiltrudis Schnabel
Maria Hiltrudis Schnabel (* 1900 in Großwallstadt; † 26. April 1984 in Huntingdon Valley, Pennsylvania) war eine deutsche Ordensschwester. Von 1959 bis 1969 war sie Generaloberin der Kongregation der Schwestern des Erlösers. 

## Werdegang
Schnabel besuchte die Höhere Töchterschule. Im Alter schon 18 Jahren schloss sie sich der Kongregation der Schwestern des Erlösers in Würzburg an und arbeitete unter der Aufsicht von Paul Manasse in der Abteilung für Hals-, Nasen- und Ohrenheilkunde am Luitpold-Krankenhaus. Danach wurde sie nach Philadelphia entsandt und war dort zuletzt Oberin der Drueding Infirmary, einem fabrikeigenen Hospital. 
1951 folgte sie Schwester Maria Hernelda Reinhard im Amt der Beauftragten der Kongregation in den Vereinigten Staaten nach. 1959 wurde sie im Mutterhaus in Würzburg als Nachfolgerin von Gundulfa Schöpf zur Generaloberin der Kongregation gewählt. Sie blieb zwei Amtszeiten bis 1969 im Amt. Unter ihrer Leitung wurde 1960 eine Missionsstation in Nanyamba (Tansania) eröffnet. 1963 wurde die Kongregation päpstlicher Rechtsprechung unterstellt. Auch die  Reformen nach dem Zweiten Vatikanischen Konzil setzte sie während ihrer Amtszeit innerhalb der Kongregation um.
Der Würzburger Bischof Josef Stangl holte sie 1969 in den Bischofsrat des Bistums. 1971 kehrte sie in die Vereinigten Staaten zurück, wo sie als Seelsorgerin im Holy Redeemer Hospital in Meadowbrook wirkte.

## Ehrungen
- 1969: Verdienstkreuz 1. Klasse der Bundesrepublik Deutschland